# Varel (stad)
Varel is een stad in de Duitse deelstaat Nedersaksen. Varel telt 23.984 inwoners en is met een oppervlakte van 113,53 km² de grootste stad van de Landkreis Friesland. Het heeft de status van selbständige Gemeinde.

## Plaatsen in de gemeente
- Varel-stad
- Dangast, een badplaats circa 7 km N (ten noorden van Varel), aan zee
- Almsee, een gehucht 3 km Z van Altjührden, met enige kleine meren, waarin veel wordt gehengeld
- Altjührden, 5 km ZW
- Borgstede, 2½ km W
- Bramloge, zuidwestelijke wijk van Obenstrohe
- Brunne, enkele boerderijen ten N van Seghorn
- Büppel, 3 km Z
- Dangastermoor, 3 km N
- Grünenkamp, nog ten ZW van Altjührden
- Hohelucht, 2 km ten ZO van Büppel, met langs de spoorlijn 4 hoge windturbines
- Hohenberge, 2 km O: de plaats dankt zijn naam niet aan de voor Oostfriese begrippen "hoge berg" ten N van het gehucht; dat is de 24 m hoge voormalige gemeentelijke vuilstortplaats (1974-2005).
- Jeringhave, 7 km WNW
- Jethausen met Jethausermoor, 2 km ten O van Büppel
- Langendamm, direct ten WNW van de stad
- Logemoor, zo klein dat het op de landkaart niet te vinden is
- Moorhausen, direct ten O van Dangastermoor
- Neudorf, een kleine veenkolonie ten O van Neuenwege
- Neuenwege, 7 km Z, een in de late 17e eeuw aan een nieuwe dam door het veen ontstane veenkolonie, aan de oude hoofdweg naar Rastede en Oldenburg
- Obenstrohe, 2½ km ZW, met vooral  door forensen bewoonde woonwijken
- Plaggenkrug, enkele boerderijen iets ten W van Obenstrohe
- Rahling, enkele boerderijen 2 km ten Z van Jeringhave, rondom de porseleinfabriek
- Rallenbüschen, wijd verspreide bebouwing ten N van de stad en ten O van Dangastermoor
- Rosenberg, veengehucht in het uiterste zuiden van de gemeente
- Schwarzenberg, zo klein dat het op de landkaart niet te vinden is
- Seghorn, 4 km W; het dorp huisvest een speciale streekschool voor verstandelijk gehandicapte kinderen
- Streek, direct ten O van Büppel
- Tange met Rotenhahn, enkele tientallen boerderijen 2 km ten O van Jeringhave
- Vareler Schleuse, het buurtje nabij de sluis en de buitenhaven aan zee
- Wilkenhausen, zo klein dat het op de landkaart niet te vinden is
- Winkelsheide, 3 km ten W van de stad, nabij de Autobahn.

De meeste van deze plaatsen zijn in 1972 na een gemeentelijke herindeling deel van de huidige gemeente geworden.

### Bevolkingscijfers
De laatste keer, dat bevolkingscijfers, uitgesplitst per Ortsteil, beschikbaar kwamen was per 30 juni 2007, via de website van de gemeente. Niet bekend is, of tweede-woningbezitters daarin zijn meegeteld. Nadien is de bevolkingsstatistiek alleen bijgewerkt voor het totaal van de gehele gemeente Varel.
Hoewel deze cijfers niet meer actueel zijn, geven deze een indicatie over de grootte van de diverse stadsdelen. Ze zijn weergegeven, op 100 personen afgerond:
- Varel-stad: 11.000
- Streek: 300
- Hohenberge: ruim 100
- Jethausen: bijna 100
- Hohelucht: <50
- Neudorf: bijna 200
- Neuenwege: ruim 400
- Rosenberg: ruim 300
- Büppel: bijna 2.300
- Obenstrohe: ruim 4.100 (nadien gegroeid door nieuwe woningbouw)
- Altjührden: bijna 700
- Grünenkamp: bijna 200
- Seghorn: bijna 400
- Jeringhave: 200
- Winkelsheide: ruim 800
- Borgstede: 300
- Langendamm: ruim 1.500
- Dangastermoor: 800
- Dangast: bijna 600
- Moorhausen: bijna 200
- Rallenbüschen: ruim 500

Totaal: 25.029 personen.
Van de te Varel wonende christenen is een overgrote meerderheid sinds de Reformatie van de 16e eeuw evangelisch-luthers.

## Ligging en infrastructuur
Varel ligt in Oost-Friesland, bij de zuidkant van de Jadeboezem, ten westen van waar de Jade in de Waddenzee uitmondt. De rivier en de zee zijn door een zijl van elkaar gescheiden. Daar dichtbij ligt de haven van Varel.

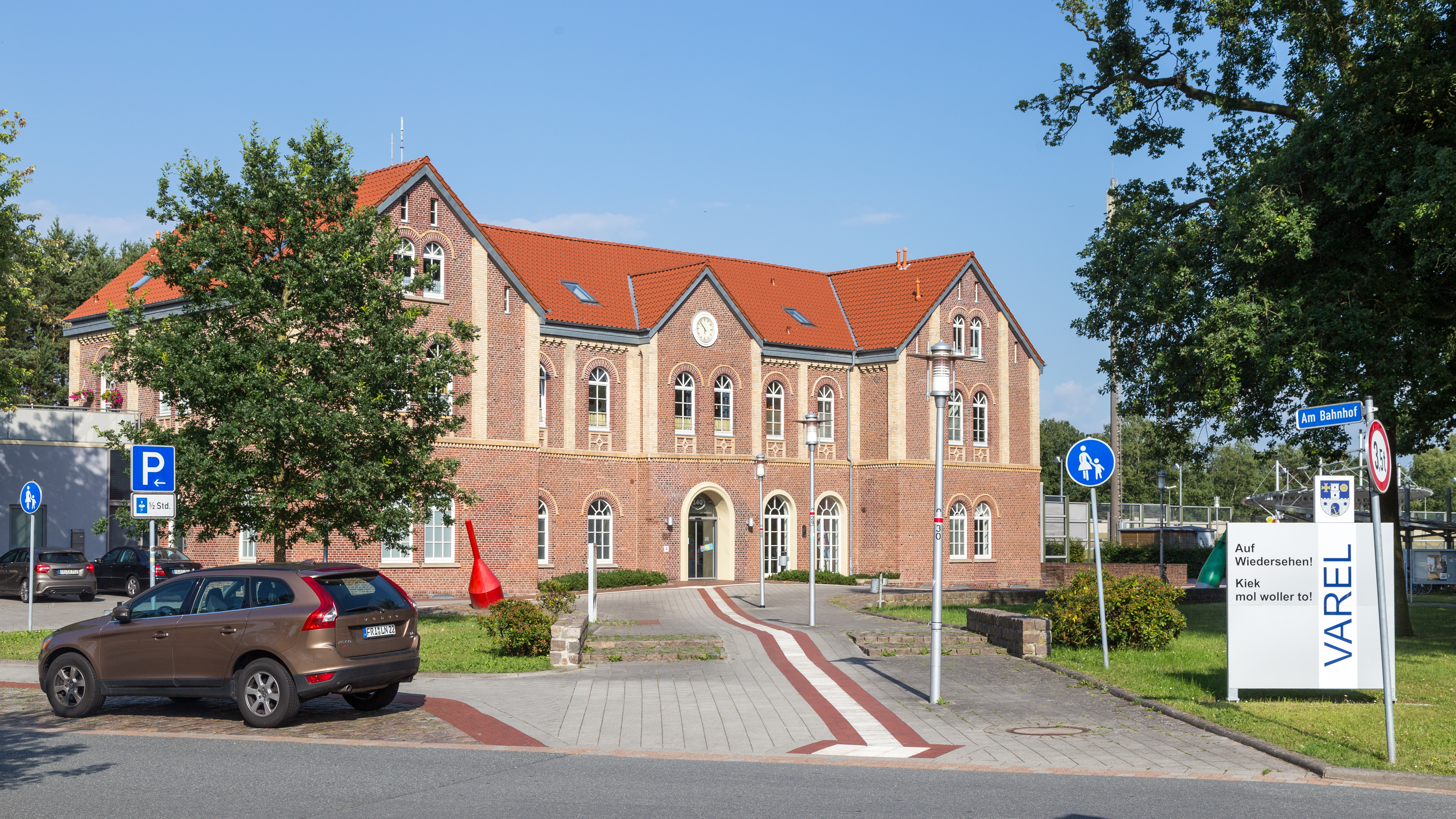
Station
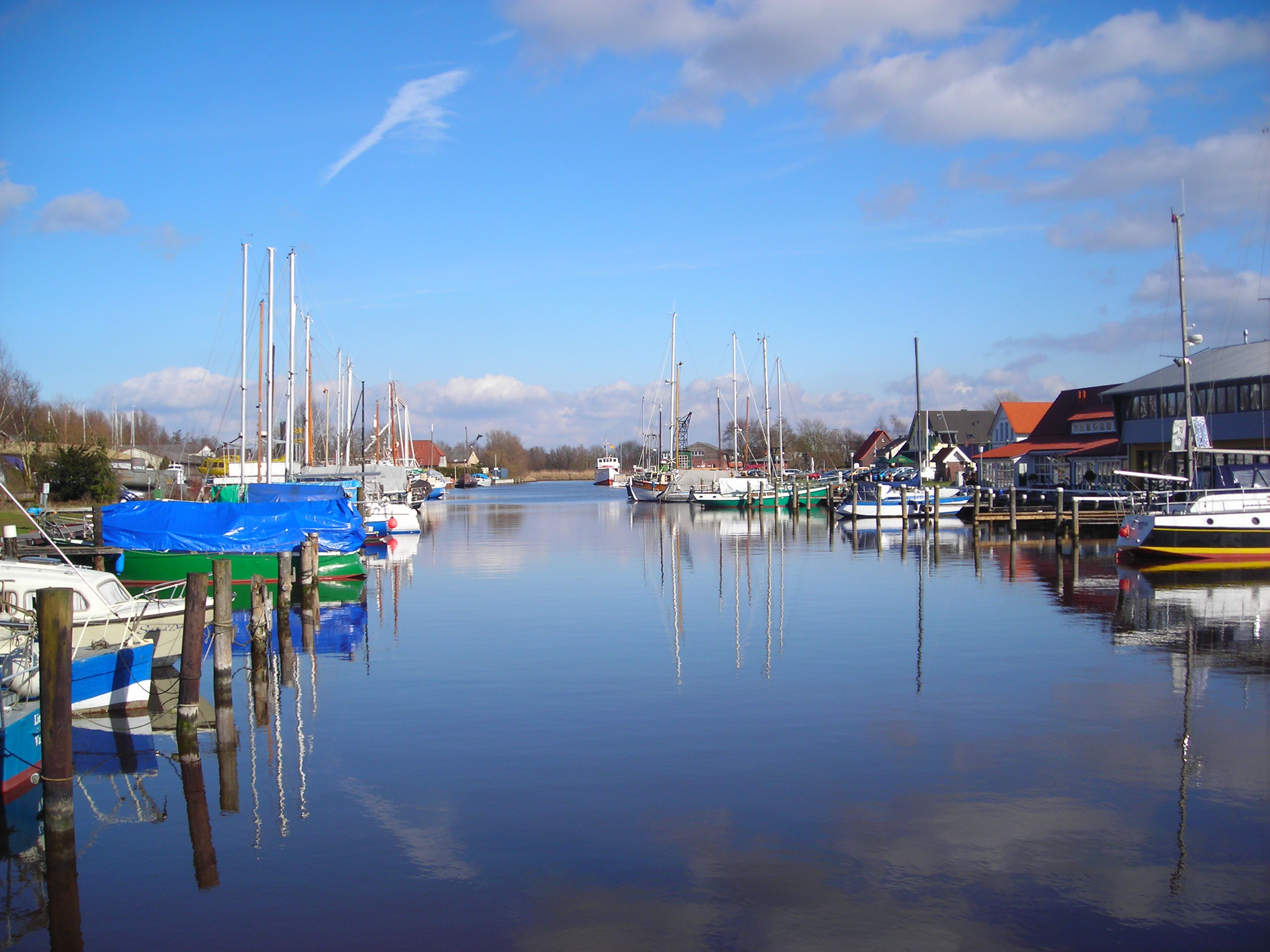
Haven
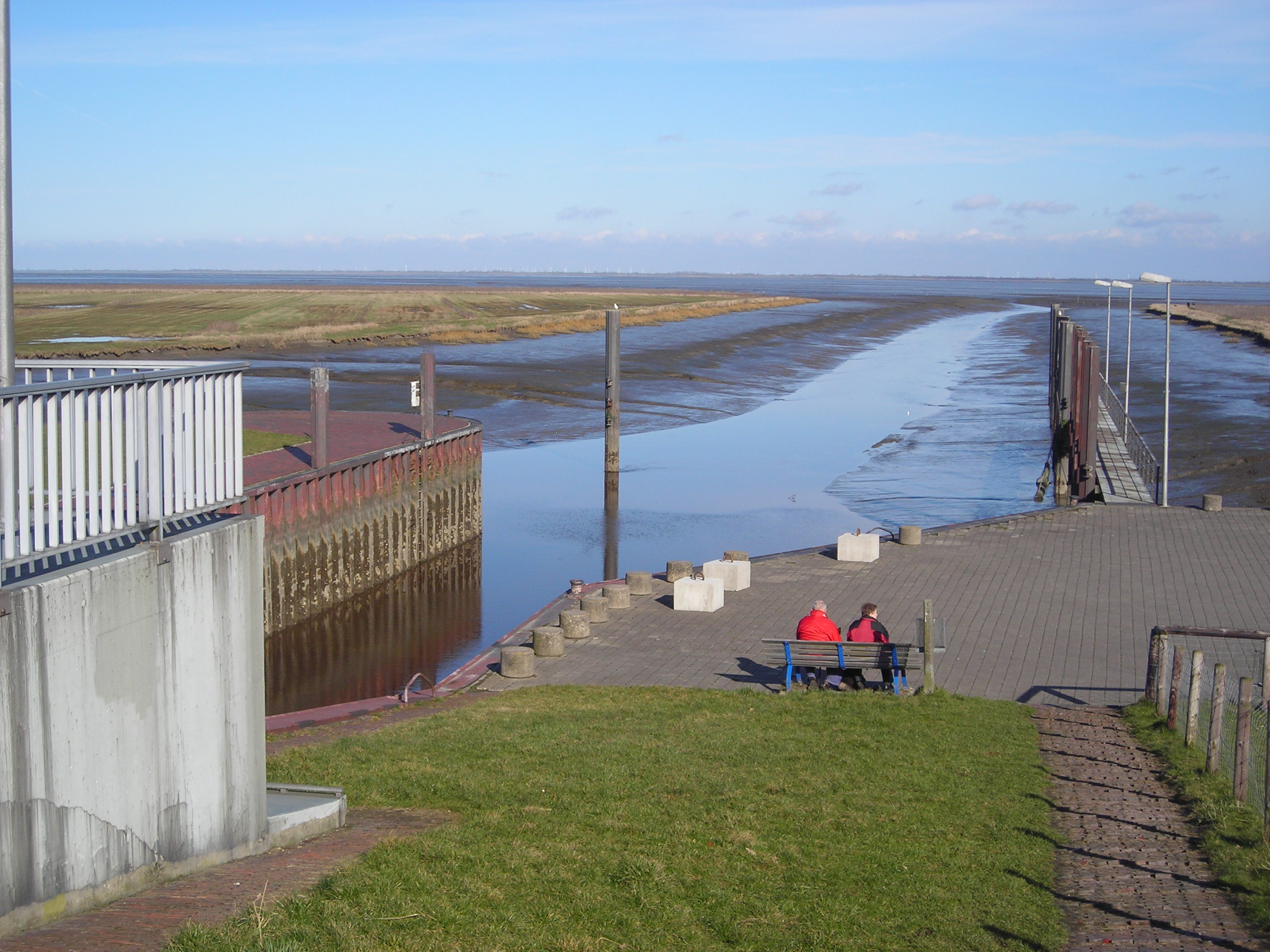
De zijlsluis in de Jadeboezem bij eb

De gemeente Varel ligt nabij afrit 8 (kruising met de Bundesstraße 437) en 9 van de Autobahn A29.
De stad heeft een station (Station Varel (Oldb)) aan de spoorlijn Oldenburg - Wilhelmshaven. Aanvullend busvervoer is bijna geheel beperkt tot lijnen, die op schooldagen 's morgens vroeg naar, en in de namiddag weer terug van de scholen rijden. Deze schoolbussen rijden niet 's avonds, in de weekeinden en ook niet in de schoolvakanties. Voor het overige is men op taxivervoer aangewezen, tenzij men fysiek in staat is om een deel van de reisroute te voet of per fiets af te leggen.

## Economie

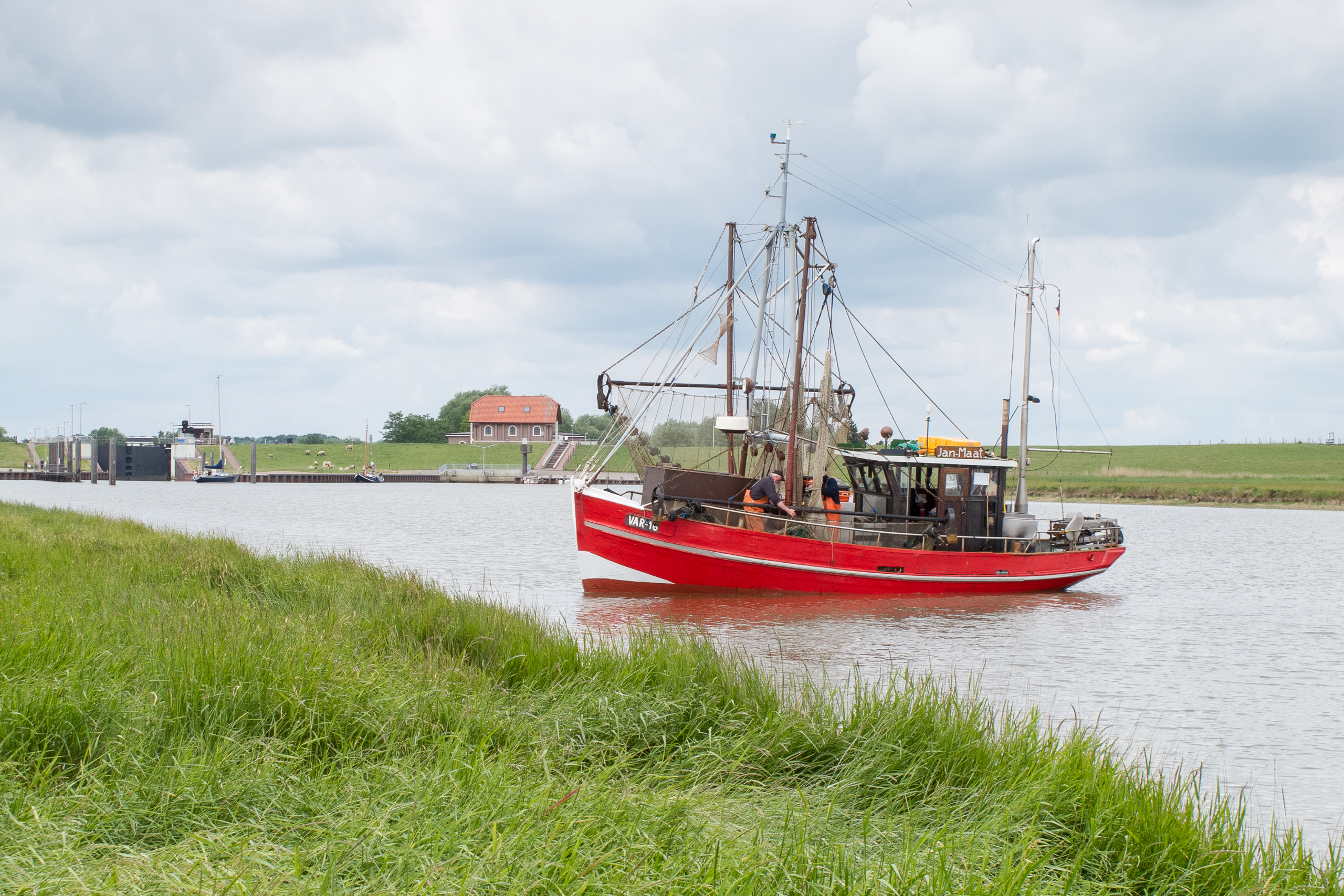
Garnalenkotter (2011)
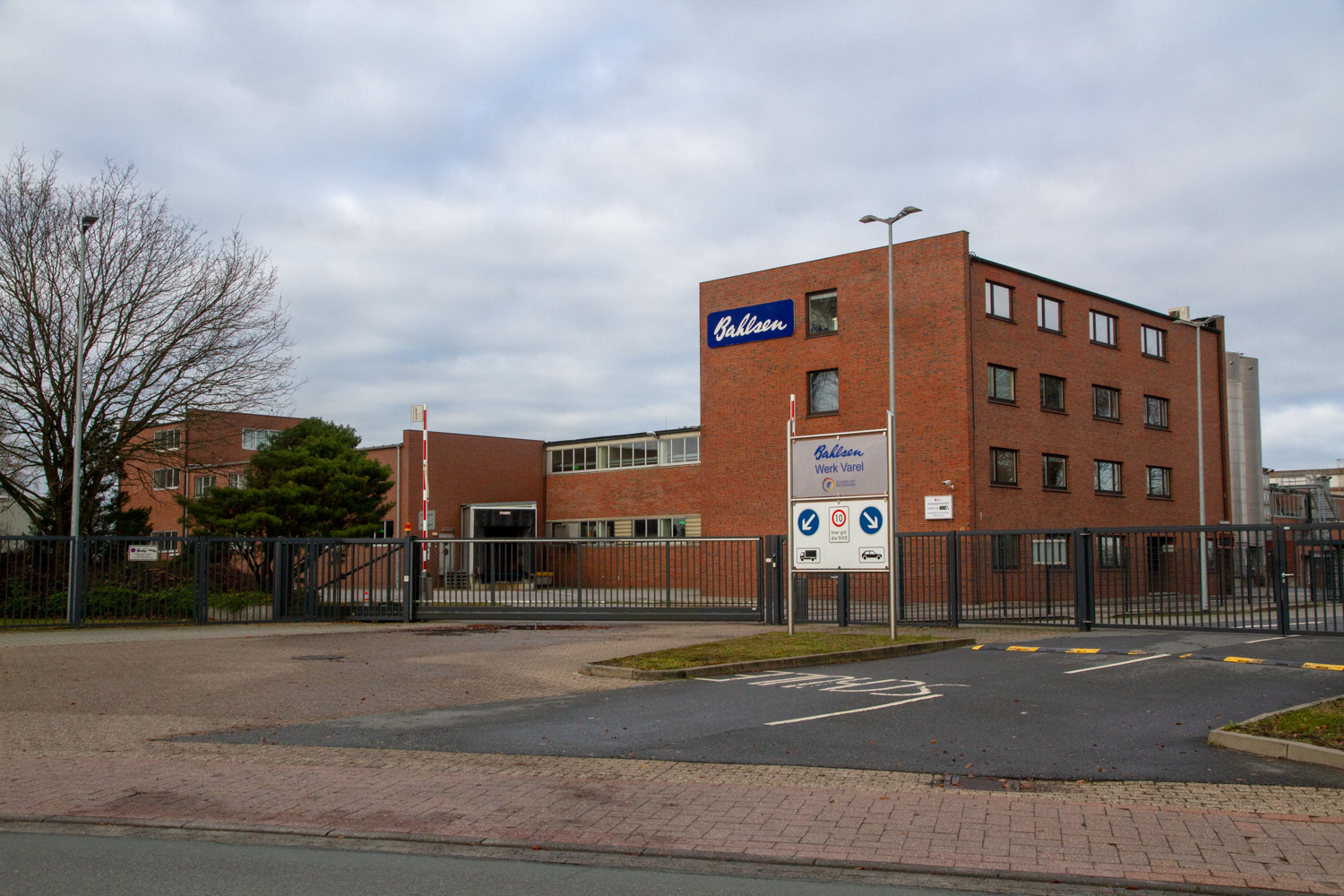
Koekjesfabriek Bahlsen

Varel is een havenstad. De activiteiten in de, voor grote zeeschepen niet bereikbare haven, beperken zich tot visserij, vooral op garnalen, en toerisme (gebruik als jachthaven).
Bij de stad staat een fabriek, waar in 2021 1.300 mensen werken, en die vliegtuigonderdelen voor o.a. Airbus produceert. De op één na grootste werkgeefster is de koekjesfabriek van het merk Bahlsen.
Een bekende onderneming te Varel (2 km ten zuiden van het dorp Jeringhave) het in 1953 opgerichte Porzellan Friesland, dat voor de firma Melitta o.a. porseleinen koffiefilterhouders en serviesgoed maakt. Het bedrijf is sinds 2019 in handen van Goedewaagen te Nieuw-Buinen. 
In het bij Varel behorende dorp Altjührden is sedert 1936 de firma Maschal gevestigd, oorspronkelijk een meubelmakerij en na 1959 een groothandel in winkelinrichtingen en -meubilair. In de jaren zestig stapte de firma over op verkoop aan particulieren. Dit bedrijf is een van de grootste meubelwinkels van geheel Duitsland, en er werken meer dan 100 mensen. Het bedrijf bezit te Altjührden een opslag- en verkoopruimte met een oppervlakte van circa 4 hectare.
Voor de economie van de gemeente is verder het toerisme, vooral in de badplaats Dangast van belang. Van afnemend belang is de veeteelt (melkveehouderij) in de talrijke, uit weiland bestaande poldergebieden. 
In de gemeente liggen diverse bedrijventerreinen. Op één daarvan is een papier- en kartonfabriek van bovenregionaal belang gevestigd. Daarnaast is er veel lokaal midden- en kleinbedrijf. Te Winkelsheide, aan de A29, ligt het grootste van deze bedrijventerreinen.

## Geschiedenis

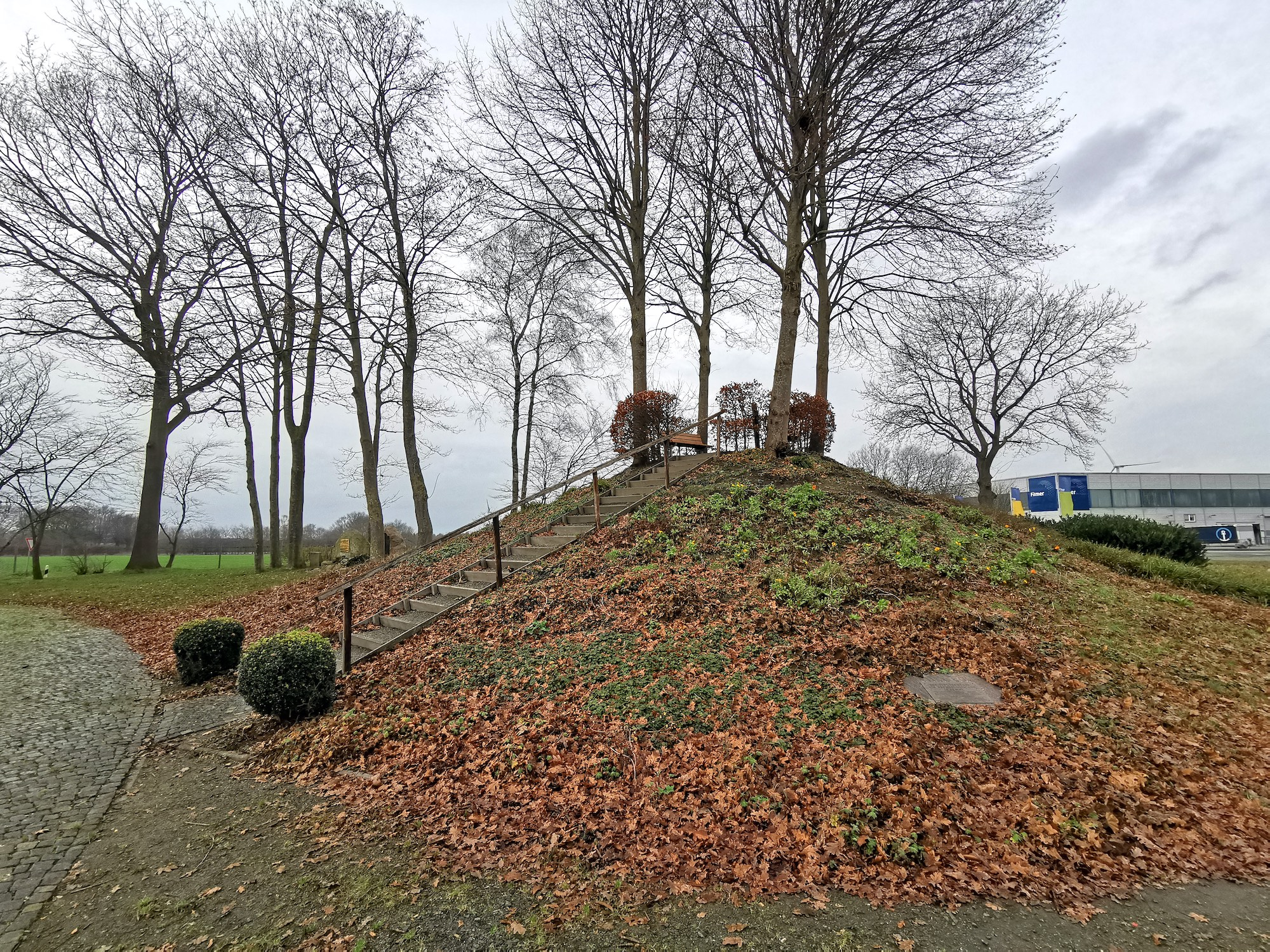
Zgn. Jedutenheuvel[4], Jeringhave

In de geologische periode Eoceen, circa 40 miljoen jaar geleden, ontstond ter hoogte van Dangast een jodiumhoudende zandsteenlaag; vandaar, dat de 573 meter diepe minerale bron in deze badplaats niet alleen keukenzout, maar ook jodium bevat.
Vanaf het Mesolithicum is het gebied rond Varel vrijwel voortdurend door kleine groepen mensen, dragers van uiteenlopende culturen, bewoond geweest. Geschat wordt, dat in het begin van de 3e eeuw Germanen, en wel Chauken, zich hier vestigden. In de 7e eeuw veroverden de Friezen het gebied.
In 1124 wordt Varel voor het eerst in een document, een lijst met bezittingen van het klooster te Rastede, vermeld.
De Sint-Julianavloed van 1164 was de eerste van vele in de geschiedenis opgetekende watersnoodrampen. Ze veroorzaakte deels blijvende overstromingen en het ontstaan van de zee-inham de Jadeboezem. In deze tijd maakte Varel deel uit van de gouw Rüstringen, en was een van de kwartierhoofdsteden van deze gouw. Geleidelijk ging de heerschappij in de streek over op semi-onafhankelijke Friese hoofdelingen, maar rond 1350 won het Graafschap Oldenburg steeds meer aan invloed. In 1386 volgde een eerste onderwerping aan graaf Koenraad II van Oldenburg; in 1481 zou de Oldenburger heerschappij met de dood van Hayo, de laatste hoofdeling, definitief zijn geworden. Van 1577 tot 1647 heerste tijdelijk de Delmenhorster zijlinie van het Huis Oldenburg over de stad. Daarna nam Anton I van Aldenberg (1633-1680), als vazal van de graven van Oldenburg, het bestuur van Varel en de Heerlijkheid Kniphausen op zich. Toen het Graafschap Oldenburg in 1667 door vererving Deens werd, bleef Anton I als stadhouder voor de Deense koning aan het bewind. Anton I, die ook enige tijd eigenaar was van Kasteel Doorwerth bij Arnhem, was van groot belang voor het stadje Varel. Hij liet het oude kasteel tot een modernere residentie ombouwen, en stichtte het weeshuis.
Via Charlotte Sophie van Aldenburg ging het bezit en de titel van Rijksgraaf van Aldenburg over in het bezit van de Nederlandse Bentincks. De Bentincks bleven stadhouder, ook toen in 1773 de landsheerlijkheid van de Deense koningen overging op Frederik August van Oldenburg (1711-1785), de eerste heer van het Hertogdom Oldenburg. In 1804 is er voor het eerst sprake van een, door rijksgraaf Von Bentinck gestichte, kuurinrichting in de badplaats Dangast.
In 1806 werden de Rijksgraven van Aldenburg-Bentinck gemediatiseerd. Het Verdrag van Fontainebleau van 11 november 1807 droeg de soevereiniteit van Varel en Kniphausen over aan het koninkrijk Holland. De toetreding van het hertogdom Oldenburg tot de Rijnbond, leidde ertoe dat Varel per 14 december 1808 deel werd van Oldenburg. De Bentincks hebben hun grondbezit en hun overgebleven feodale rechten in Varel in 1854 verkocht. Het slot werd in 1871 afgebroken en alleen de bewaard gebleven slotkerk geeft nog aan waar dat stond.
In het midden van de 19e eeuw volgde industrialisering: rond 1840 werden twee textielfabrieken opgericht, van 1842-1866 was er een ijzerverwerkende industrie met hoogoven en rond 1854 werd de haven vernieuwd; in 1867 kreeg Varel een spoorverbinding met o.a. Bremen. In 1856 en 1858 verkreeg Varel in twee stappen stadsrecht. Vanaf 1860 begon een stadsvernieuwing, o.a. door de sloop van het kasteel op de kerk na, en de aanleg van een nieuw marktplein.
Van 1839 tot 2009 was er, omdat de kleigrond daar als grondstof daarvoor zeer geschikt was,  in het Ortsteil Borgstede een belangrijke industrie van bakstenen en dakpannen.  Van 1905-1929 had Varel een autofabriek (Hansa).
Tussen 1907 en de Tweede Wereldoorlog was Dangast een geliefd reisdoel voor kunstschilders, die er vele naakten en zeegezichten schilderden. De bekendsten onder hen waren Erich Heckel en Karl Schmidt-Rottluff, behorende tot de groep Die Brücke, die er van 1907 tot 1910 vaak verbleven. Ook na de oorlog bleef Dangast een geliefde verblijfplaats voor kunstenaars, zie verder het artikel over Dangast.

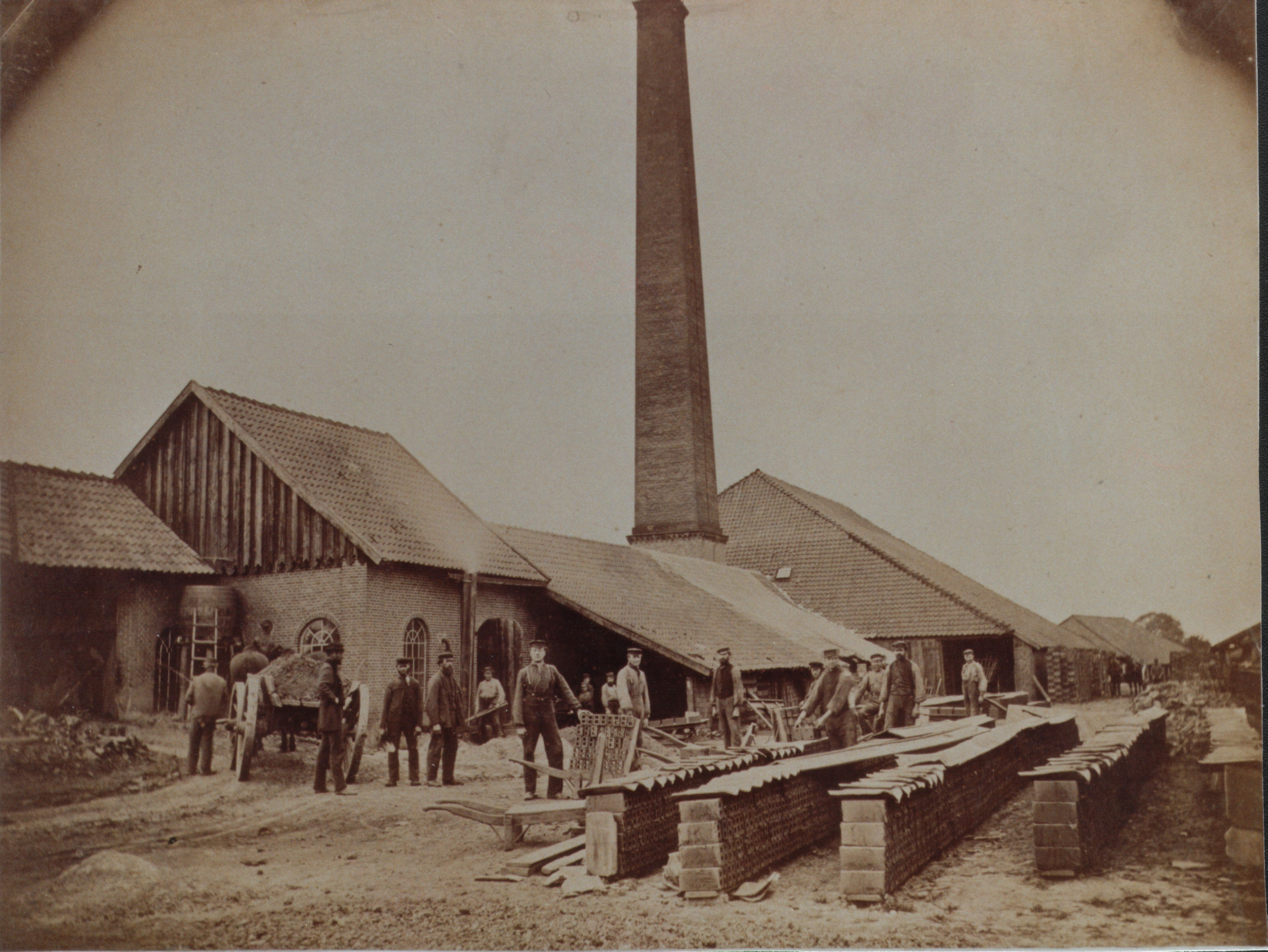
Steenfabriek te Borgstede (1890)
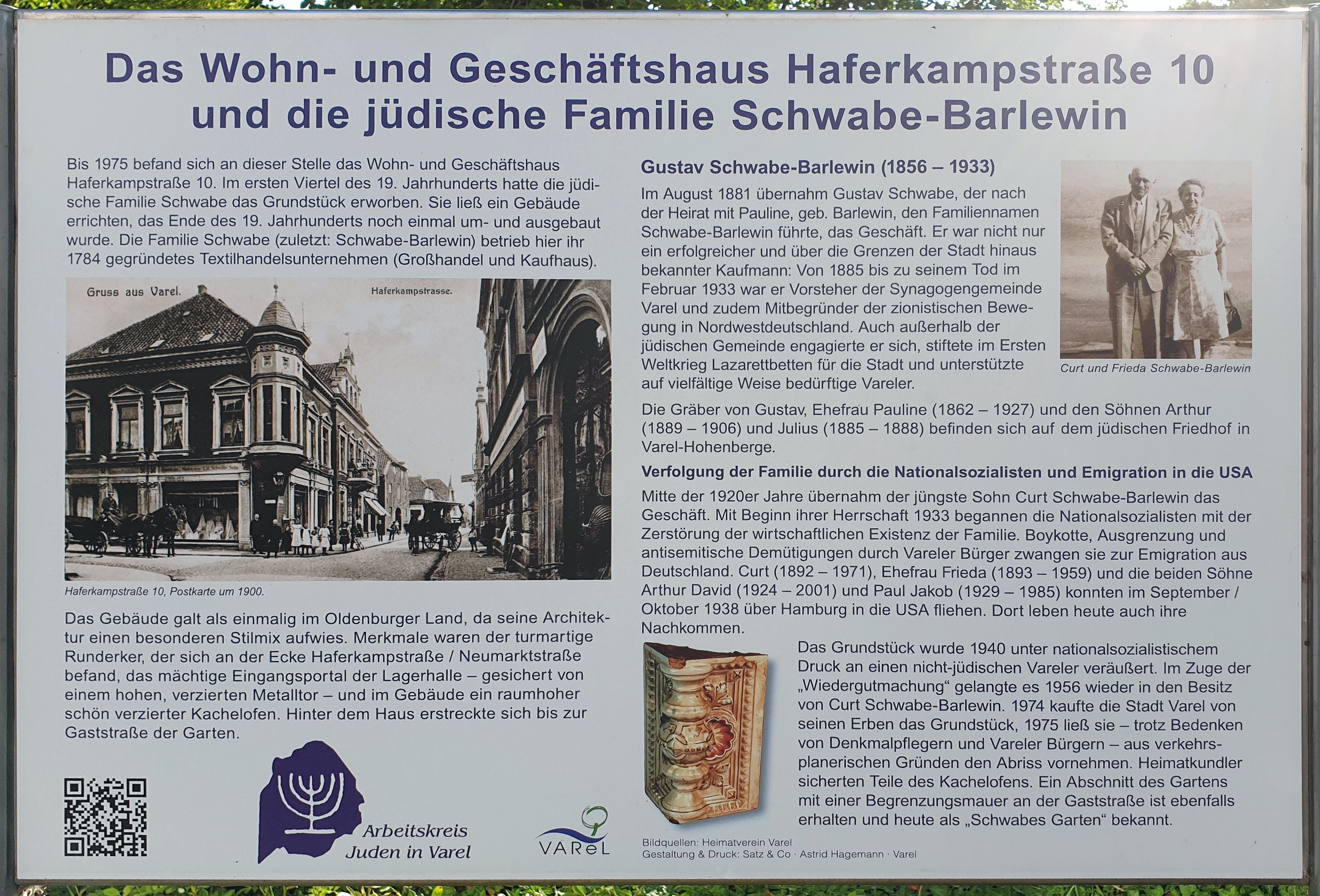
Gedenkplaat Joodse slachtoffers Holocaust

In de nazi-tijd werd ook te Varel bij de Kristallnacht ( 9 november 1938) een anti-joodse pogrom gepleegd. In 1941 werd voor de Kriegsmarine een nieuwe kazerne voltooid.  In 1945 viel Varel nagenoeg onbeschadigd in Britse handen. De Britse bezettingsautoriteiten lieten circa 3.000 displaced persons in de kazerne onderbrengen, totdat dezen een onderdak in gewone huizen hadden gevonden. Doordat ook veel Heimatvertriebene zich in het gebied van de huidige gemeente vestigden, steeg het bevolkingscijfer tijdelijk met 75% tot meer dan 30.000. In 1962-1964 werd in Varel een nieuw stadhuis gebouwd (in de jaren 1980 gerenoveerd).
Van 1957 tot 1993 heeft ten zuiden van de stad winning van aardolie plaatsgevonden. Van 1961 tot 2007 had de Bundeswehr in Varel een kazerne.
Vanaf de jaren 1960 groeide Varel uit tot een welvarend regionaal centrum. Van 1974 tot 1980 werd Dangast tot een moderne, toeristische badplaats uitgebouwd. In 1983 werd Dangast tot kuuroord uitgeroepen.

## Bezienswaardigheden
- Slotkerk
- In de binnenstad is een toeristische route (Varel-Pfad) uitgezet met informatiepanelen over de geschiedenis van de stad en van belangrijke gebouwen daarin.
- Tot de historische gebouwen in de binnenstad behoort het in Hollandse stijl gebouwde weeshuis van 1671.  Het is een schenking  van graaf Anton I von Aldenburg uit het jaar 1669. Het gebouw herbergt nog steeds een orthopedagogisch kindertehuis. De fraaie regentenkamer van het gebouw is incidenteel te bezichtigen, en wordt ook als locatie voor huwelijkssluitingen gebruikt.
- Streekmuseum (Heimatmuseum Varel, met restaurant) in het uit 1677 daterende huis Schienfatt met veel informatie over de regerende adellijke families Aldenburg en Bentinck (1667-1854). In de uit 1848 daterende, hoge, windmolen is een dependance van dit museum ondergebracht.
- De 50½ meter hoge, uit 1914 daterende watertoren aan de westkant van de stad kan worden beklommen en biedt een weids uitzicht over de Jadeboezem en het achterliggende polderland. De watertoren dient nog steeds zijn oorspronkelijke doel: opslag van drinkwater.
- De haven van Varel is deels op toeristisch bezoek door mensen met plezierjachten ingericht. Er zijn enige visrestaurants, en een toeristische palingrokerij. In het zomerseizoen worden enige maritieme evenementen gehouden. De haven ligt aan de oostkant van de stad. Een enkele kilometers lange vaart verbindt de haven via een sluis met de Jadeboezem.
- Het kleine museum SPIJÖÖK aan de haven, gewijd aan maritieme curiosa en curieuze verhalen, die op de zee betrekking hebben. Het museum bezit o.a. een oude onderzeeboot. Beperkt bezoek via een rondleiding.
- De Noordzeebadplaats Dangast, zie ook apart artikel:
  - Het 2 km lange strand aan de Waddenzee, met talrijke recreatiemogelijkheden, en twee grote campings
  - Golfslagbad DanGastQuellbad, gevoed door een als geneeskrachtig beschouwde, 573 meter diepe, keukenzout en jodium bevattende bron
  - Museum te Dangast Franz-Radziwill-Haus
- Enige bospercelen, die zich lenen voor een wandeling, liggen:
  - direct ten westen van de stad Varel, (helaas doorsneden door de A29);
  - enkele kilometers verder westelijk tussen Seghorn aan de westkant, en Borgstede en Obenstrohe aan de oostkant van het bos. Aan de oostrand van dit bos bij Obenstrohe is een meertje, de ook als recreatieplas in gebruik zijnde Mühlenteich (molenvijver).
- In het algemeen is de gemeente rijk aan weidegebieden; hierin zijn enige weidevogelreservaten afgepaald. Meer landinwaarts liggen enige percelen hoogveen.

## Partnergemeenten
- Barth (Mecklenburg-Voor-Pommeren), sedert 21 december 1990
- Jackson, Michigan (USA)

## Afbeeldingen

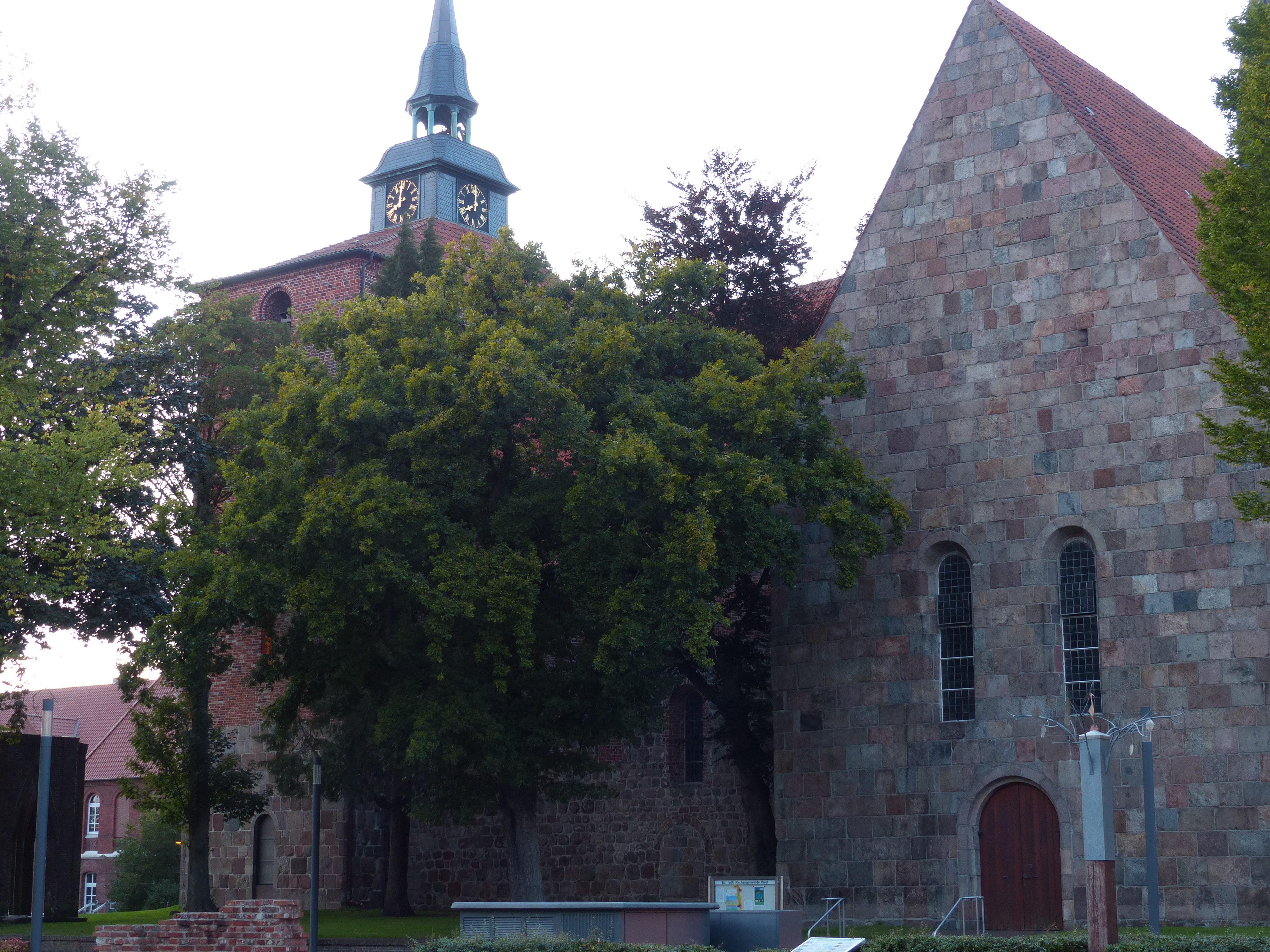
Toren en zuidtransept Slotkerk
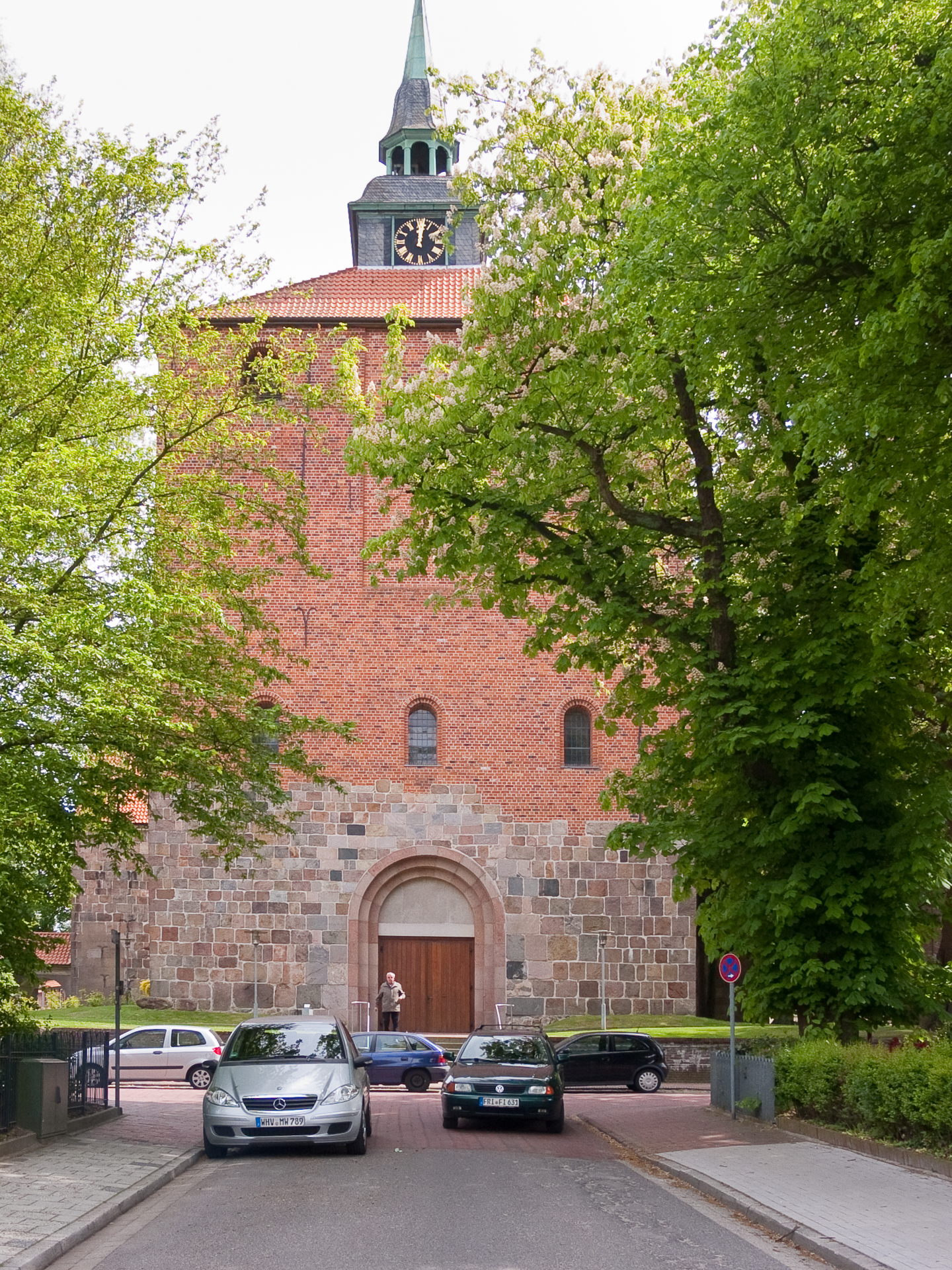
Westtoren Slotkerk
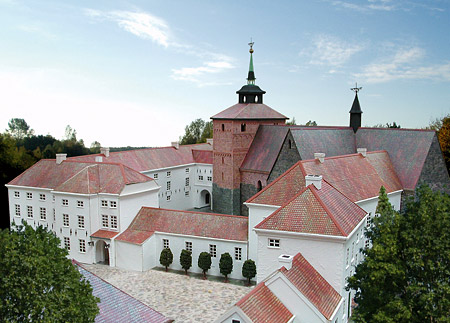
Maquette van het verdwenen slot van Varel (coll. Heimatmuseum Varel)
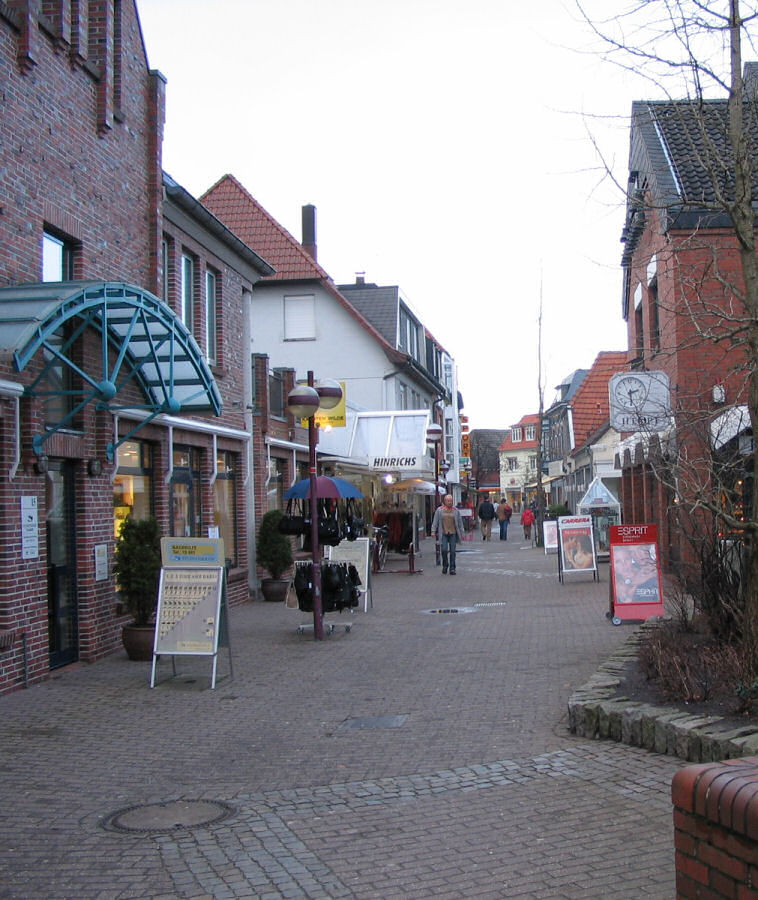
Binnenstad
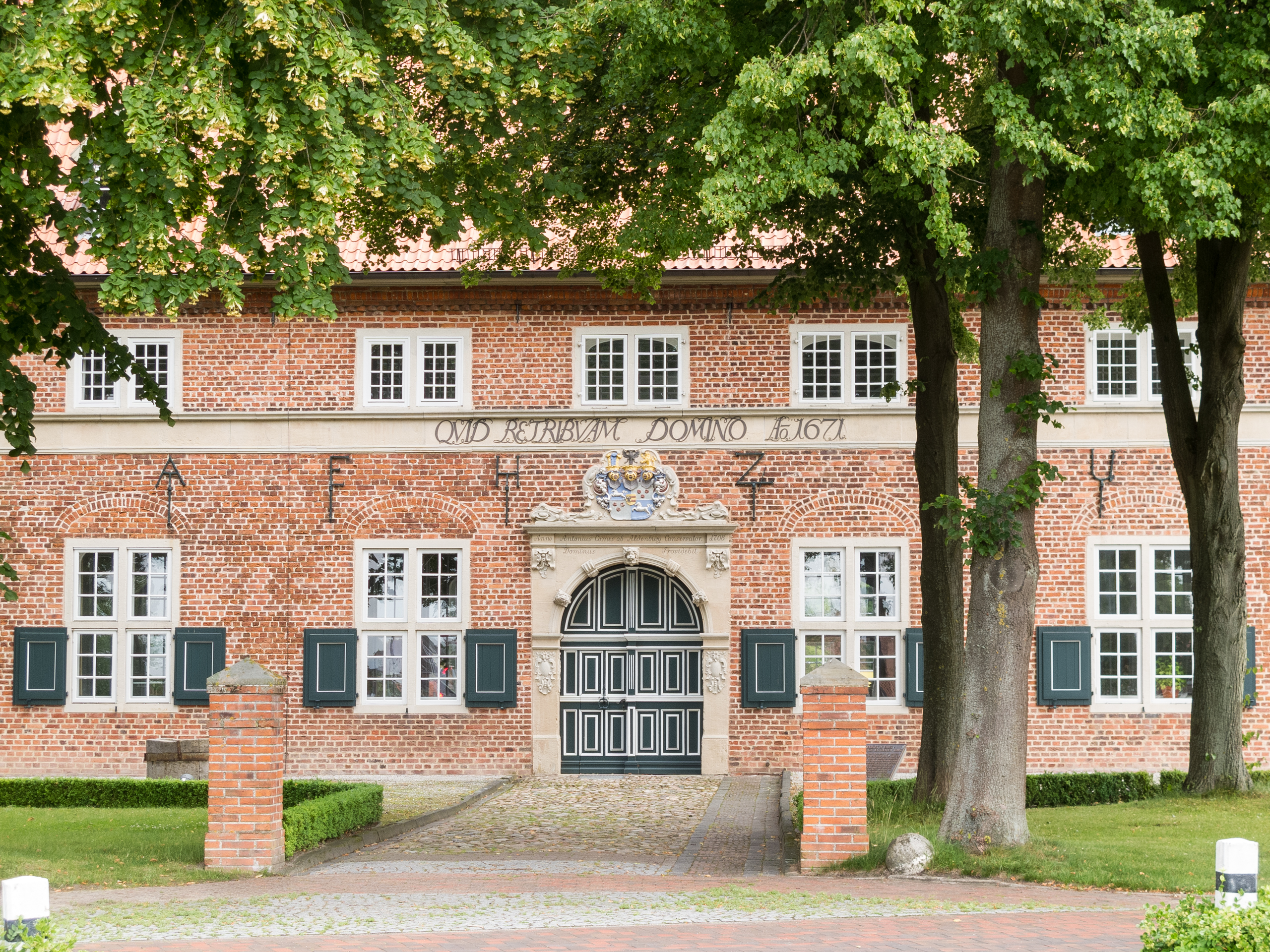
Weeshuis (1671)
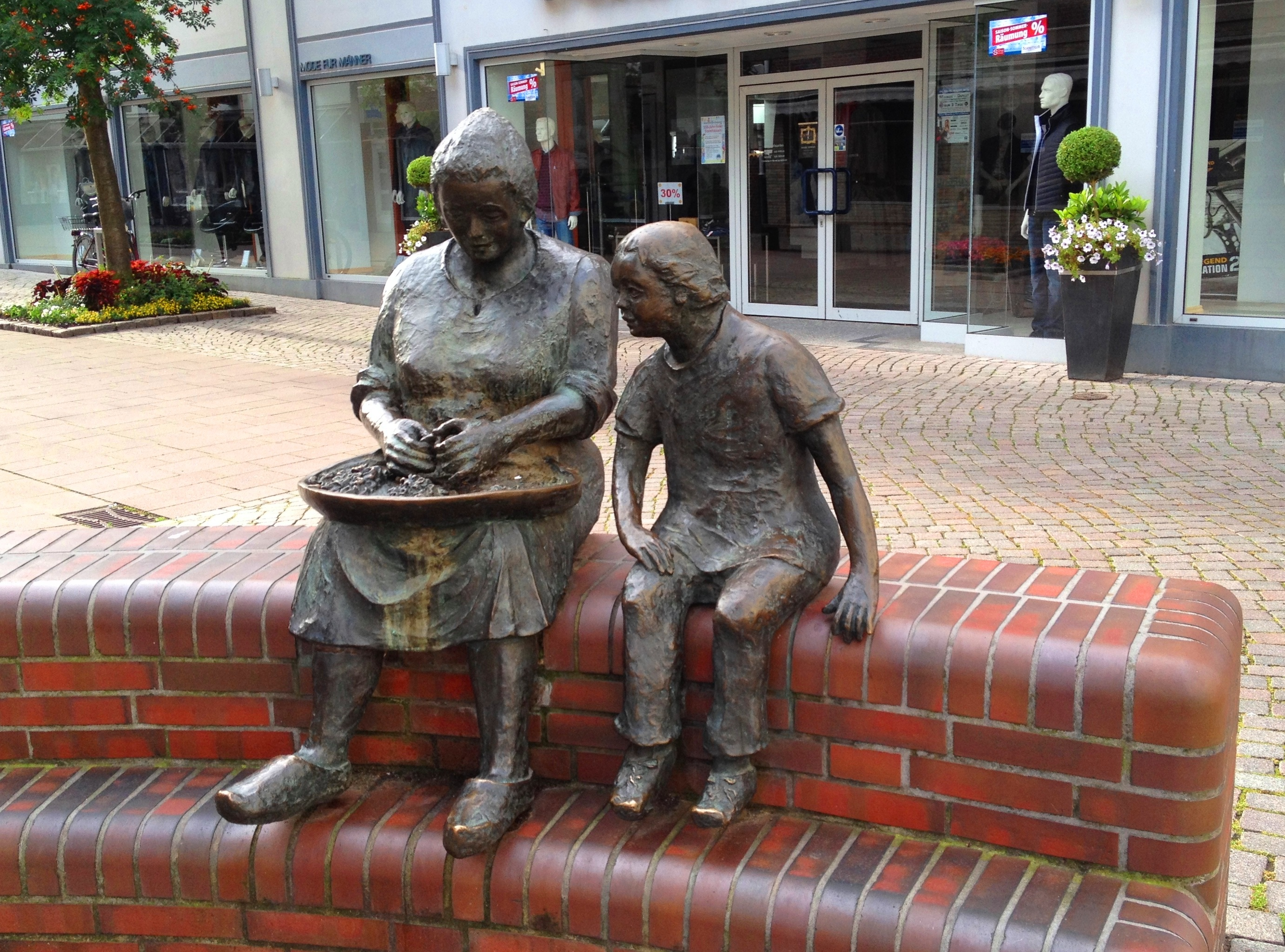
Beeldengroep De garnalenpelster in de binnenstad
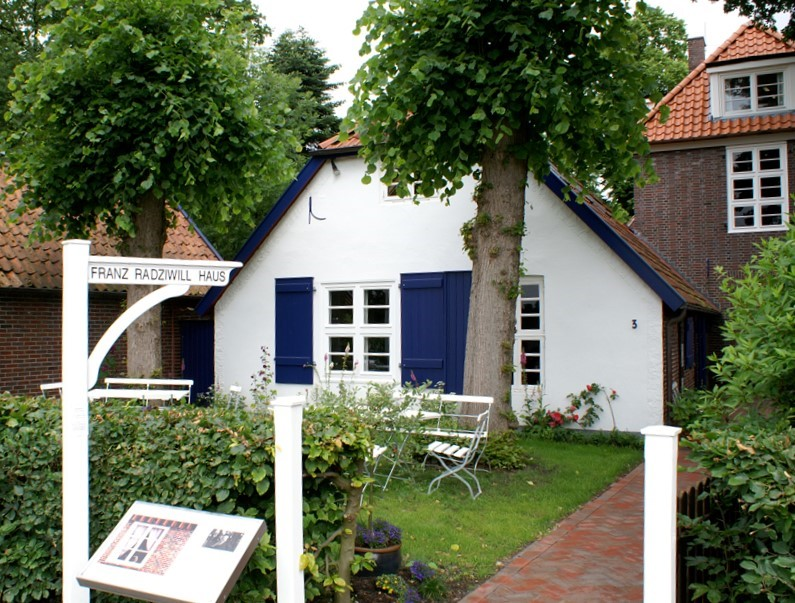
Dangast, Franz-Radziwill-Haus
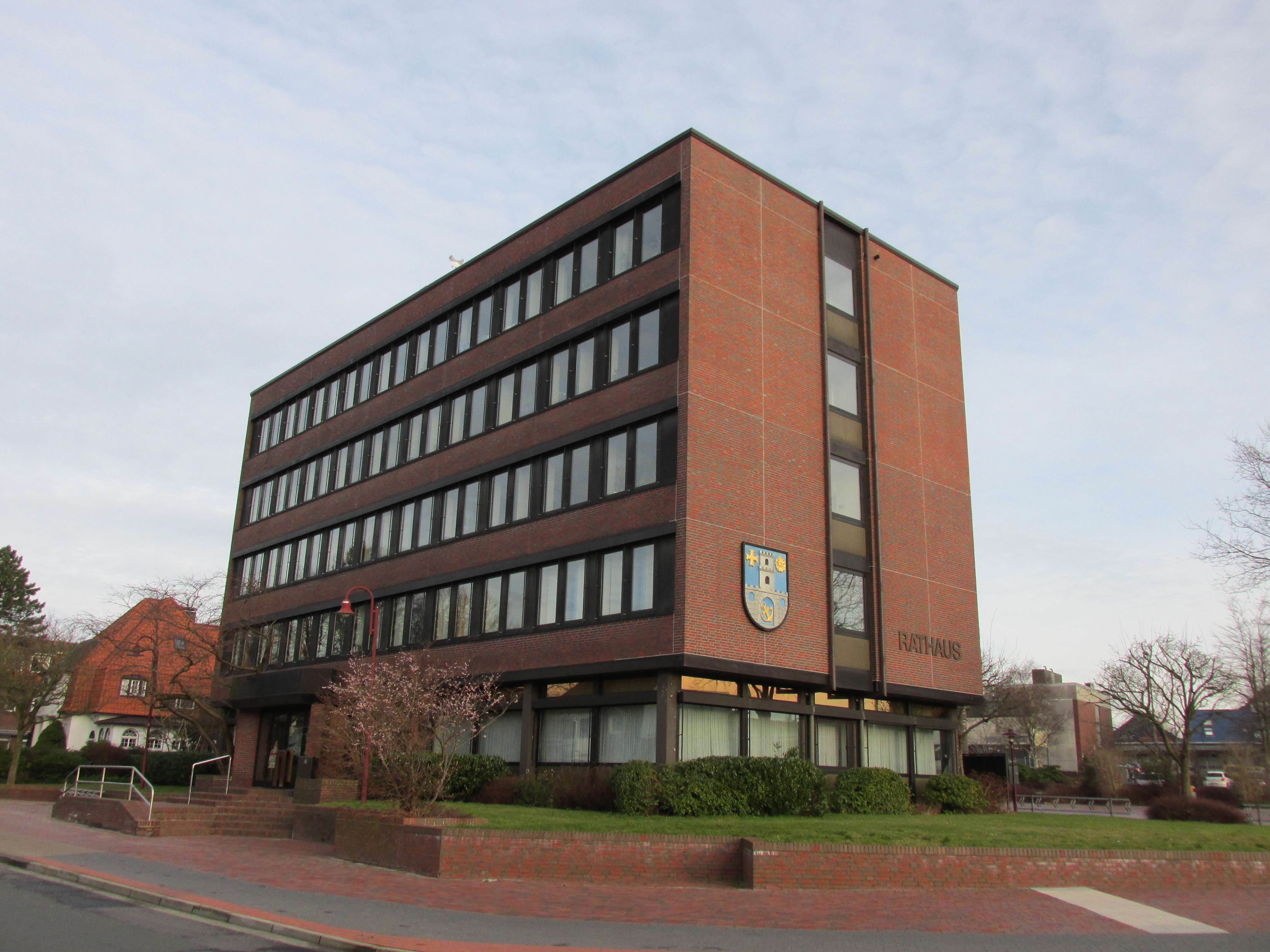
Gemeentehuis

## Belangrijke personen in relatie tot de gemeente
- Graaf Anton I van Aldenburg (geb. 1633, overl. 27 oktober 1680 te Varel), heer over Varel (zie boven: Geschiedenis)
- Gravin Charlotte Sophie van Aldenburg (Varel, 4 augustus 1715 - Hamburg, 5 februari 1800)
- Julius Lothar Meyer (Varel, 19 augustus 1830 – Tübingen, 11 april 1895), scheikundige
- Franz (voluit: Johann Franz Wilhelm Eduard) Radziwill (* 6 februari 1895 in Strohausen, tegenwoordig: Rodenkirchen, gem. Stadland; † 12 augustus 1983 in Wilhelmshaven), Duits kunstschilder, die gerekend wordt tot het magisch realisme, woonde het grootste deel van zijn leven te Dangast; vanaf ca. 1930 bevriend met Thé Lau uit Schoorl; gedurende de nazi-tijd omstreden
- Friedrich Wegener (Varel, 7 april 1907 – Lübeck, 9 juli 1990), patholoog
- Hildegard Behrens (Varel, 8 februari 1937 - Tokio, 18 augustus 2009), operazangeres
- Karl-Heinz Funke (* 29 april 1946 in Dangast), Duits politicus, van 1998 tot 2001 bondsminister voor o.a. land- en bosbouw
- Anatol Herzfeld (1931-2019), Duits beeldhouwer, rond 1975 artistiek actief te Dangast
- Heiko Daxl (* 21 september 1957 in Oldenburg; † 21 mei 2012 in Berlijn), veelzijdig Duits kunstenaar, organisator van exposities en kunstverzamelaar, bracht een groot deel van zijn jeugd te Varel en Dangast door
- Markus Eichler (Varel, 18 februari 1982), voormalig wielrenner.